# Albert Venn
Albert H. Venn (* 24. September 1867 in Marshall, Michigan; † 2. August 1908 in Topeka, Kansas) war ein US-amerikanischer Lacrossespieler.

## Erfolge
Albert Venn war Mitglied der St. Louis Amateur Athletic Association, mit der er bei den Olympischen Spielen 1904 in St. Louis im ersten Lacrossewettbewerb der Olympischen Spiele antrat. Neben ihm gehörten außerdem Hugh Grogan, J. W. Dowling, W. R. Gibson, William Passmore, William Partridge, George Passmore, Tom Hunter, W. J. Ross, William Murphy, Jack Sullivan und A. M. Woods zur Mannschaft. Venn spielte dabei auf der Position eines Mittelfeldspielers.
Neben den Gastgebern aus St. Louis nahmen lediglich noch zwei Mannschaften aus Kanada teil: die Winnipeg Shamrocks und eine Mannschaft der Mohawk Indians of Canada. St. Louis bestritt seine erste Partie gegen die indianische Mannschaft und besiegte diese, womit sie ins Endspiel gegen die Winnipeg Shamrocks einzog. Mit 2:8 war sie diesen jedoch deutlich unterlegen und Venn erhielt letztlich wie seine Mannschaftskollegen die Silbermedaille.
Während der Weltausstellung 1904 in St. Louis, in deren Rahmen die Olympischen Spiele stattfanden, arbeitete Venn als Inspekteur der Straßen- und Gehwege.